# Azzano Decimo
Azzano Decimo är en ort och kommun i regionen Friuli-Venezia Giulia i Italien och tillhörde tidigare även provinsen Pordenone som upphörde 2017. Kommunen hade 15 731 invånare (2018).